# Metil grupa
Metil grupa je alkil izveden iz metana, koji sadrži jedan ugljenik vezan za tri vodonika —CH3. Metil grupa se često obeležava sa Me. Ova ugljovodonična grupa se javlja u mnogim organskim jedinjenjima.
Metil grupa se može naći u tri oblika: anjon, katjon i radikal. Anjon ima osam valentnih elektrona, radikal sedam i katjon šest. Sva tri su veoma reaktivna i retko se sreću.